# Шкалы тропических циклонов
Шкалы тропических циклонов — шкалы, применяемые для описания силы тропических циклонов. Шкалы разнятся между собой по силе максимального ветра принимаемого в расчётах и по океанским бассейнам, где зарождаются циклоны. Лишь несколько из существующих шкал официально применяются метеорологическими агентствами, при том, что существует также несколько альтернативных классификаций, которые основываются на количестве хранимой в циклоне энергии, скорости рассеяния энергии, кинетической энергии циклона и других свойствах.
Тропические циклоны, которые образуются на севере Атлантического или на востоке Тихого океанов, классифицируются по шкале ураганов Саффира — Симпсона. На западе Тихого океана тропические циклоны классифицируются по шкале Метеорологической службы Японии. На севере Индийского океана для классификации используется шкала Индийского метеорологического департамента. На юго-западе Индийского океана они классифицируются по шкале центра Метео-Франс на Реюньоне. На юго-востоке Индийского океана и на юге Тихого тропические циклоны классифицируются по австралийской шкале, применяемой австралийским Бюро метеорологии и метеорологической службой Фиджи.
Рекомендуемая Всемирной метеорологической организацией (WMO) система определения максимальных постоянных ветров, которая применяется большинством метеорологических служб мира, требует усреднения скорости ветра на высоте 10 м над поверхностью в 10-минутный период. Однако, шкала ураганов Саффира — Симпсона основывается на скорости ветра, усредненной за 1-минутный период на высоте 10 м над поверхностью. Индийский метеорологический департамент усредняет данные за 3-минутный период, а австралийская шкала основана одновременно на 3-секундных порывах ветра и максимальных постоянных ветрах за 10-минутный период. Эта разница в определении затрудняет прямое сравнение тропических циклонов различных бассейнов.

## Атлантический и восточный Тихий океаны
В Атлантическом океане и в Тихом океане к востоку от антимеридиана используется шкала ураганов Саффира — Симпсона. За предупреждение о тропических циклонах в этих океанских бассейнах отвечают Национальный ураганный центр (Североатлантический и Восточный Тихоокеанский бассейны) и Центральнотихоокеанский ураганный центр (Северо-Центральный Тихоокеанский бассейн).
В этих океанских бассейнах тропические циклоны с максимальными постоянными ветрами до 38 миль/ч (34 узлов, 17,2 м/с) классифицируются как «тропические депрессии». К следующей категории относятся тропические циклоны со скоростями ветра до 73 миль/ч (63 узлов, 33 м/с), что уже получают своё имя и определяются как «тропические штормы». Если тропический шторм продолжит усиливаться и достигнет большей скорости ветров, он классифицироваться как «ураган».
Шкала Саффира — Симпсона имеет пять категорий ураганов, причём 1-я характеризуется наименьшими ветрами, а 5-я — наибольшими. Тропические циклоны, достигающие порога в 73 миль/ч, но не достигающие 96 миль/ч (83 узлов, 43 м/с) классифицируются как ураганы 1-й категории. Сильнейшие тропические циклоны с ветрами до 111 миль/ч (96 узлов, 49 м/с) классифицируются как ураганы 2-й категории. Сильнейшие тропические циклоны, то есть начиная с 3-й категории, получают название «сильного урагана» (англ. major hurricane). К ураганам 4-й категории относят тропические циклоны со скоростью ветров от 131 миль/ч (114 узлов, 58 м/с) до 156 миль/ч (136 узлов, 70 м/с). Более сильные тропические циклоны относятся к 5-й категории.
Шкала ураганов Саффира — Симпсона была первоначально создана как для силы ветров, так и для высоты штормовых приливов. Однако, поскольку соотношение между этими явлениями непостоянное и зависит от других обстоятельств, вариант шкалы, используемой сейчас, полностью основан на скорости ветра.
Хотя категория тропических циклонов по этой шкале растет со скоростью ветра, разрушительный эффект от циклона не обязательно возрастает с увеличением категории. В зависимости от типа территории, плотности населения и количества осадков, ущерб от тропического циклона может существенно отличаться для двух тропических циклонов равной силы. Так, ураган 2 категории, который пройдет через большую городскую агломерацию, почти всегда вызывает больше жертв и ущерба, чем ураган 5 категории, который не выйдет за пределы сельских районов. Даже тропические циклоны доураганной силы могут вызвать многочисленные жертвы и разрушения, особенно вследствие наводнений и оползней.
Исторически в этих районах также использовался термин «большой ураган» (англ. great hurricane) для обозначения тропических циклонов с ветрами скоростью более 125 миль/ч (110 узлов, 56 м/с), большим радиусом (более 100 миль или 160 км) и значительными разрушениями. Однако с введением шкалы Саффира — Симсона в начале 1970-х годов, использование этого термина прекратилось.

## Западный Тихий океан
Тропические циклоны, формирующиеся между 100° и 180° восточной долготы в Северном полушарии, классифицируются региональным специализированным метеорологическим центром в Токио (RSMC Tokyo), подразделением Метеорологического управления Японии. Метеорологическое управление Японии использует четыре категории для классификации тропических циклонов в зависимости от максимального постоянного ветра за 10-минутный период, в данных управления эта шкала называется «международной».
Самой низкой категорией является «тропическая депрессия», которая характеризуется ветрами скоростью до 33 узлов (17 м/с). Следующей категорией является «тропический шторм», включающий ветры до от 33 до 47 узлов (17-24 м/с). Тропические штормы уже получают имена, что также предоставляются RSMC Tokyo. Сильнейшие тропические циклоны с ветрами до 63 узлов (33 м/с) классифицируются как «жестокие тропические штормы». Сильнейшие тропические циклоны, с ветрами скоростью начиная от 64 узлов, классифицируются как «тайфуны».
В дополнение к «международной» шкале, Метеорологическое управление Японии использует также дополнительную шкалу, предназначенную для использования в пределах Японии. По этой шкале, тропический шторм и жестокий шторм получают название «тайфуна», а тайфун (последняя категория международной шкалы) делится на «сильный тайфун» (64-84 узлов или 33-43 м/с), «очень сильный тайфун» (85 −104 узлов или 43-54 м/с) и «жестокий тайфун» (от 105 узлов или 54 м/с).
Начиная с 2009 года, Гонконгская обсерватория стала выделять в рамках последней категории международной шкалы RSMC Tokyo две дополнительные подкатегории «жестокий тайфун» и «супертайфун». Жестокий тайфун имеет ветры скоростью от 80 узлов (42 м/с), а супертайфун — от 100 узлов (51 м/с).
Объединённый центр предупреждения о тайфунах США (JTWC) неофициально классифицирует тайфуны с силой от 130 узлов (67 м/с) — эквивалент категории 4 по шкале Саффира — Симпсона — как «супертайфуны». Однако, измерения максимального постоянного ветра, которые использует JTWC, основываются на скорости, усредненной за 1-минутный период, как и данные остальных агентств США, то есть Центральнотихоокеанского ураганного центра и Национального ураганного центра. Вследствие этого, данные JTWC выше данных JMA, которое использует усреднение за 10 минут.

## Северный Индийский океан
Тропические циклоны, которые формируются между 45° и 100° восточной долготы в Северном полушарии, входят в зону ответственности регионального специализированного метеорологического центра в Нью-Дели (RSMC New Delhi), подразделения Индийского метеорологического департамента (IMD). Начиная с 1998 года RSMC New Delhi использует шесть категорий тропических циклонов, что основываются на максимальном постоянном ветре, усредненном за 3-минутный период.
Наименьшей категорией по классификации RSMC New Delhi служит «депрессия», которая характеризуется ветрами со скоростью до 27 узлов (14,1 м / c). Следующей категорией является «глубокая депрессия» с максимальными ветрами от 27 до 33 узлов (14-17 м/с).
Следующей категорией тропических циклонов является «циклонный шторм», который характеризуется максимальными постоянными ветрами от 34 до 48 узлов (17-24 м/с). Если тропический циклон достигает этой категории, он получает от IMD собственное имя. Это сильные тропические циклоны, с ветрами от 48 до 63 узлов (24-33 м/с) классифицируются как «жестокие циклонные штормы», а тропические циклоны с ветрами от 64 до 119 узлов (33-61 м/с) классифицируются как «очень жестокие циклонные штормы». Последняя, максимальная категория, «суперциклонный шторм» означает шторм с ветрами скоростью от 120 узлов (61 м/с).
До 1988 года тропические циклоны классифицировались на 4 категории: «депрессия», «глубокая депрессия», «циклонный шторм» и «жестокий циклонный шторм». Однако с 1988 года IMD разделило максимальную категорию, выделив «очень жестокий циклонный шторм» (от 64 узлов). В 1998 году IMD провело ещё одно изменение, выделив «суперциклонный шторм» (от 120 узлов).

## Южный Индийский океан
Тропические циклоны, которые формируются в Индийском океане к западу от 90 ° восточной долготы в Южном полушарии, классифицируются региональным специализированным метеорологическим центром на Реюньоне (RSMC La Reunion), подразделением Метео-Франс. Для классификации тропических циклонов, RSMC La Reunion использует семь категорий, которые основываются на максимальном постоянном ветре, усредненном за 10-минутный период.
Наименьшей категорией являются «тропические волнения», что характеризуется ветрами до 28 узлов (14,4 м/с). Следующей категорией является «тропическая депрессия» с ветрами от 28 до 33 узлов (14-17 м/с).
Далее идёт «умеренный тропический шторм» с ветрами от 34 до 47 узлов (17-24 м/с), начиная с этой категории, тропическому циклону предоставляется собственное имя, за что отвечают субрегиональные метеорологические центры на Маврикии или Мадагаскаре. Ещё более сильные тропические циклоны классифицируются как «жестокие тропические штормы» (48-63 узлов или 24-33 м/с), «тропические циклоны» (64-89 узлов или 33-46 м/с), «интенсивные тропические циклоны» (90 −115 узлов или 46-59 м/с) и «очень интенсивные тропические циклоны» (от 115 узлов или 59 м/с).

## Австралийский регион
Тропические циклоны, которые формируются в Южном полушарии, в Индийском океане к востоку от 90° восточной долготы или в Тихом океане, входят в зону ответственности или австралийского Бюро метеорологии (BOM), или метеорологической службы Фиджи (RSMC Nadi). Оба центра используют Австралийскую шкалу силы тропических циклонов, которая классифицирует их по шести категориям. Шкала основывается на максимальных постоянных ветрах, усредненных за 10 минут и на порывах ветра, на 30-40 % более сильных усреднённого значения. В целом, зона ответственности RSMC Nadi включает территорию к востоку от 160° восточной широты, зона ответственности центра предупреждения тропических циклонов на Джакарте включает территорию севернее 10° южной широты и 90° и 125° восточной долготы, остальная часть бассейна соответствует BOM.
Наименьшей категорией является «тропическое понижение» («тропические волнения», если классифицируется RSMC Nadi, или «тропическая депрессия», если классифицируется центром в Джакарте), которая характеризуется постоянными ветрами до 34 узлов (17 м/с).
Тропические циклоны с постоянными ветрами от 34 узлов (17 м/с) получают имена от одного из вышеназванных центров и классифицируются как «тропические циклоны». Тропические циклоны с постоянными ветрами от 48 до 63 узлов (24-33 м/с) классифицируются ко второй категории, от 64 до 85 узлов (33-44 м/с) к третьей и получают название «жестокого тропического циклона». Следующими категориями являются четвёртая (86-107 узлов или 44-55 м/с) и пятая (от 151 узлов или 78 м/с).

## Сравнение между бассейнами
Ниже приведен краткий отчет классификаций тропических циклонов в зависимости от максимальной постоянной скорости ветра, используемые различными региональными специализированными метеорологическими центрами:
| Классификация тропических циклонов | Классификация тропических циклонов  | Классификация тропических циклонов | Классификация тропических циклонов   | Классификация тропических циклонов | Классификация тропических циклонов | Классификация тропических циклонов | Классификация тропических циклонов | Классификация тропических циклонов               |
| Шкала Бофорта                      | Постоянный ветер за 10 минут, узлов | Сев. Индийский океан IMD           | Ю-З Индийский океан MF               | Австралия BOM                      | Ю-З Тихий океан FMS                | С-З Тихий океан JMA                | С-З Тихий океан JTWC               | С-В Тихий и Сев. Атлантический океаны NHC и CPHC |
| ---------------------------------- | ----------------------------------- | ---------------------------------- | ------------------------------------ | ---------------------------------- | ---------------------------------- | ---------------------------------- | ---------------------------------- | ------------------------------------------------ |
| 0-6                                | <28                                 | Депрессия                          | Тропические волнения                 | Тропическое понижение              | Тропическая депрессия              | Тропическая депрессия              | Тропическая депрессия              | Тропическая депрессия                            |
| 7                                  | 28-33                               | Глубокая депрессия                 | Тропическая депрессия                | Тропическое понижение              | Тропическая депрессия              | Тропическая депрессия              | Тропическая депрессия              | Тропическая депрессия                            |
| 8-9                                | 34-47                               | Циклонный шторм                    | Умеренный циклонный шторм            | Тропический циклон (1)             | Тропический циклон (1)             | Тропический шторм                  | Тропический шторм                  | Тропический шторм                                |
| 10                                 | 48-55                               | Жестокий циклонный шторм           | Жестокий тропический шторм           | Тропический циклон (2)             | Тропический циклон (2)             | Жестокий тропический шторм         | Тропический шторм                  | Тропический шторм                                |
| 11                                 | 56-63                               | Жестокий циклонный шторм           | Жестокий тропический шторм           | Тропический циклон (2)             | Тропический циклон (2)             | Жестокий тропический шторм         | Тропический шторм                  | Тропический шторм                                |
| 12                                 | 64-72                               | Очень жестокий циклонный шторм     | Тропический циклон                   | Жестокий тропический циклон (3)    | Жестокий тропический циклон (3)    | Тайфун                             | Тайфун                             | Ураган (1)                                       |
| 13                                 | 73-85                               | Очень жестокий циклонный шторм     | Тропический циклон                   | Жестокий тропический циклон (3)    | Жестокий тропический циклон (3)    | Тайфун                             | Тайфун                             | Ураган (2)                                       |
| 14                                 | 86-89                               | Очень жестокий циклонный шторм     | Тропический циклон                   | Жестокий тропический циклон (4)    | Жестокий тропический циклон (4)    | Тайфун                             | Тайфун                             | Сильный ураган (3)                               |
| 15                                 | 90-99                               | Очень жестокий циклонный шторм     | Интенсивный тропический циклон       | Жестокий тропический циклон (4)    | Жестокий тропический циклон (4)    | Тайфун                             | Тайфун                             | Сильный ураган (3)                               |
| 16                                 | 100-106                             | Очень жестокий циклонный шторм     | Интенсивный тропический циклон       | Жестокий тропический циклон (4)    | Жестокий тропический циклон (4)    | Тайфун                             | Тайфун                             | Сильный ураган (4)                               |
| 17                                 | 107-114                             | Очень жестокий циклонный шторм     | Интенсивный тропический циклон       | Жестокий тропический циклон (5)    | Жестокий тропический циклон (5)    | Тайфун                             | Тайфун                             | Сильный ураган (4)                               |
| 17                                 | 115-119                             | Очень жестокий циклонный шторм     | Очень интенсивный тропический циклон | Жестокий тропический циклон (5)    | Жестокий тропический циклон (5)    | Тайфун                             | Супертайфун                        | Сильный ураган (4)                               |
| 17                                 | >120                                | Суперциклонный шторм               | Очень интенсивный тропический циклон | Жестокий тропический циклон (5)    | Жестокий тропический циклон (5)    | Тайфун                             | Супертайфун                        | Сильный ураган (5)                               |

## Альтернативные шкалы
Существуют и другие шкалы тропических циклонов, которые не используются официально региональными специализированными метеорологическими центрами, хотя некоторые из них и используются другими организациями, например Национальным управлением океанических и атмосферных исследований США (NOAA).
Примером такой шкалы является Интегрированный индекс кинетической энергии, измеряющий разрушительный потенциал штормового прилива, вызванного тропическим циклоном. Он включает шестиуровневую шкалу от 1 (наиболее слабый циклон) до 6 (самый сильный).
Другим примером является Полная энергия циклона (англ. Accumulated Cyclone Energy, ACE), который рассчитывается на основе квадрата максимального постоянного ветра за 6-часовой интервал для тропических циклонов с постоянными ветрами более 35 узлов. Данные обычно приводятся в единицах 104 kt2. Подобной шкалой является Индекс рассеивания энергии (англ. Power Dissipation Index, PDI), который рассчитывается как куб максимальных постоянных ветров.
Ещё одной альтернативной шкалой является Индекс жестокости урагана (англ. Hurricane Severity Index, HSI), которая используется для тропических и субтропических циклонов и основывается как на скорости ветров, так и на размере циклона. HSI рассчитывается по шкале от 0 до 50 как сумма индексов скорости ветра от 0 до 25 и индекса размера циклона, тоже от 0 до 25

## Измерение на разных высотах
Рекомендуемое Всемирной метеорологической организацией (WMO) определение максимальных постоянных ветров, которое применяется большинством метеорологических служб мира, требует усреднение скорости ветра на высоте 10 м над поверхностью за 10-минутный период. Однако, шкала ураганов Саффира — Симпсона основывается на скорости ветра, усредненной за 1-минутный период на высоте 10 м над поверхностью, а Индийский метеорологический департамент усредняет данные за 3-минутный период. Часто для перевода максимального постоянного ветра из американской (за 1 минуту) в международную шкалу (за 10 минут) используется приблизительный множитель 0,88.